# Mithridatisme
Mithridatisme is de praktijk om zichzelf te beschermen tegen een gif door geleidelijk zelf niet-dodelijke hoeveelheden toe te dienen.

## Oorsprong van de term
De vader van Mithridates VI van Pontus, Mithridates V, werd vermoord door vergiftiging, naar verluidt op bevel van zijn moeder. Zijn moeder had daarna het regentschap over Pontus (een Hellenistisch koninkrijk van 281 v.Chr. tot 62 na Chr.) totdat een mannelijke erfgenaam meerderjarig werd. Mithridates had een broer, die meer kans had om  troonopvolger te worden.  Hij verdacht zijn moeder ervan tegen hem te complotteren. Toen hij maagkrampen begon te voelen na de maaltijden, vermoedde hij dat zijn moeder kleine hoeveelheden gif aan zijn eten had toegevoegd om hem langzaam te doden. Na nog andere moordpogingen vluchtte hij de wildernis in.
Terwijl hij in de wildernis was, wordt gezegd dat hij niet-dodelijke hoeveelheden gif begon in te nemen en zocht naar een universele remedie om hem immuun te maken voor alle bekende vergiften.

## Voorbeeld
De Russische mysticus Grigori Raspoetin zou verschillende vergiftigingspogingen hebben overleefd, dankzij mithridatisme, maar dit is niet bewezen.